# Dietmar Burkhard
Dietmar Burkhard (* 1. Juli 1956 in Gransee) ist ein deutscher Schauspieler.

## Leben
Der in Berlin aufgewachsene Dietmar Burkhard fasste bereits im Alter von acht Jahren den Entschluss Schauspieler zu werden. Zuvor lernte er nach der Schule im Kernkraftwerk Greifswald den Beruf eines Maschinisten, wo er gleich nach seinem Arbeitsantritt ein Kabarett gründete. Nach der abgeschlossenen Berufsausbildung folgte ein dreijähriger Wehrdienst in der Nationalen Volksarmee, bei der er sich ebenfalls aktiv künstlerisch betätigte. Von 1978 bis 1981 besuchte Burkhard die Staatliche Schauspielschule Berlin. Anschließend besuchte er, als einer der drei ersten Auserwählten, die Meisterklasse der  Schauspielhochschule am Theater im Palast unter Wolfgang Heinz und Thomas Langhoff, wo er mit bekannten Größen des DDR-Schauspiels gemeinsam auf der Bühne stand. Im Juli 1983 kam er zum Vorsprechen in die Volksbühne Berlin, nachdem ihm ein Angebot des Kabarett-Theaters Distel nicht zusagte, und erhielt dort seine erste Rolle im festen Engagement als Christy Mahon in dem Stück The Playboy of the Western World von John Millington Synge unter der Regie von Ursula Karusseit.

## Filmografie
- 1983: Polizeiruf 110: Eine nette Person (Fernsehreihe)
- 1985: Unternehmen Geigenkasten
- 1986: Der Staatsanwalt hat das Wort: Klavier gesucht (Fernsehreihe)
- 1987: Polizeiruf 110: Im Kreis (Fernsehreihe)
- 1987: Der Freischütz in Berlin (Fernsehfilm)
- 1990: Selbstversuch (Fernsehfilm)
- 1993: Die Gespenster von Flatterfels (Fernsehserie, 1 Episode)
- 1995: Wolffs Revier (Fernsehserie, 1 Episode)
- 1997: Für alle Fälle Stefanie (Fernsehserie, 1 Episode)
- 1998: Wolffs Revier (Fernsehserie, 1 Episode)
- 1998: Für alle Fälle Stefanie (Fernsehserie, 1 Episode)
- 2001: SOKO Leipzig (Fernsehserie, 1 Episode)
- 2007: Die Frau vom Checkpoint Charlie (zweiteiliger Fernsehfilm)

## Theater
- 1980: Johann Wolfgang von Goethe: Stella (Verwalter) – Regie: Ruth Berghaus (Theater im Palast)
- 1981: Christian Dietrich Grabbe: Scherz, Satire, Ironie und tiefere Bedeutung (Schulmeister) – Regie: Helmut Straßburger/Ernstgeorg Hering (Theater im Palast)
- 1981: William Shakespeare: Romeo und Julia (Tybalt) – Regie: Peter Schroth / Peter Kleinert (Theater im Palast)
- 1981: Liederabend: Yesterday & Kanapee – Regie: Vera Oelschlegel (Theater im Palast)
- 1982: Michail Bugalkow: Verschwörung der Heuchler – Regie: Thomas Langhoff (Theater im Palast)
- 1982: Rudi Strahl: Vor aller Augen (Regisseur Spielvogel) – Regie: Helmut Straßburger/Ernstgeorg Hering (Theater im Palast)
- 1982: Johann Wolfgang von Goethe: Die Mitschuldigen – Regie: Horst Drinda (Theater im Palast)
- 1983: Gotthold Ephraim Lessing: Minna von Barnhelm (Wachtmeister Werner) – Regie: Barbara Abend (Theater im Palast)
- 1984: William Shakespeare: Troilus und Cressida (Ajax) – Regie: Horst Hawemann (Theaterwürfel-Produktion in der Volksbühne Berlin – Theater im 3. Stock)
- 1985: John Millington Synge: The Playboy of the Western World (Christopher Mahon) – Regie: Ursula Karusseit (Volksbühne Berlin)
- 1985: Emil Braginski / Eldar Rjasanow: Garage – Regie: Harald Warmbrunn (Volksbühne Berlin)
- 1985:  Alexei Arbusow: Mein armer Marat (Marat) – Regie: Axel Vornam (Volksbühne Berlin – Theater im 3. Stock)
- 1985:  Wsewolod Wischnewski: Optimistische Tragödie (Pockennarbiger) – Regie: Siegfried Höchst/Gert Hof (Volksbühne Berlin)
- 1986: Maria Clara Machado: Die kleine Hexe, die nicht böse sein konnte – Regie: Werner Tietz (Volksbühne Berlin)
- 1986: Carlo Goldoni: Krach in Chiozza (Gerichtsbote) – Regie: Helmut Straßburger/Ernstgeorg Hering (Volksbühne Berlin)
- 1986: Joachim Knauth: Der Prinz von Portugal (Hirt) – Regie: Ursula Karusseit (Volksbühne Berlin)
- 1987: Hans Fallada: Kleiner Mann – was nun?  (mehrere Rollen) – Regie: Rudolf Koloc (Volksbühne Berlin)
- 1987: Julius von Voß: Die betrogene Stiefmutter oder eine Posse nach Wunsch (Liebhaber) – Regie: Klaus Mertens (Volksbühne Berlin – Roter Salon)
- 1988: Lope de Vega: La Dama Boba (Duardo) – Regie: Horst Hawemann (Volksbühne Berlin)
- 1989:William Shakespeare: Hamlet (Marcellus) – Regie: Siegfried Höchst (Volksbühne Berlin)
- 1989: Michail Bugalkow: Hundeherz – Regie: Horst Hawemann (Volksbühne Berlin)
- 1989: Ulrich Plenzdorf nach Tschingis Aitmatow: Zeit der Wölfe – Regie: Siegfried Höchst (Volksbühne Berlin)
- 1990: Friedrich Dürrenmatt: Abendstunde im Spätherbst – Regie: Ulrich Voß (Volksbühne Berlin – Sternfoyer)
- 1990: Jörg-Michael Koerbl: Gorbatschow-Fragment (Michail) – Regie: Jörg-Michael Koerbl (Volksbühne Berlin)
- 1990: Jewgeni Schwarz: Rotkäppchen (Hase) – Regie: Helmut Straßburger/Ernstgeorg Hering (Volksbühne Berlin)
- 1991: William Shakespeare: Die Komödie der Irrungen (Kaufmann) – Regie: Eva Walch (Volksbühne Berlin)
- 1991: Botho Strauß nach Eugène Labiche: Das Sparschwein (Landwirt Colladan) – Regie: Siegfried Höchst (Volksbühne Berlin)
- 1997: Christopher Marlowe: Der Jude von Malta (Barabas) – Regie: Christian Ahmed Gad Elkarim (Hebbel am Ufer Berlin)
- 2000: Rainald Goetz: Krieg – Regie: Stefan Nolte (Staatsschauspiel Dresden)
- 2003: Joe DiPietro: Was zählt, ist die Familie – Regie: Jürgen Thormann (Komödie Dresden)
- 2006: Hannes Hahnemann/Theresa Scholze: Maxe Baumann wird Hoteldirektor (Maxe Baumann) – Regie: Jürgen Mai (Komödie Dresden)
- 2007: Claude Magnier: Schlag auf Schlag – Regie: Holger Böhme (Komödie Dresden)
- 2011: Thomas Müller/Bernd Schlesselmann: Bei uns kocht das Chaos! Also das Publikum – (Theater Wechselbad Dresden)
- 2012: Christian Kühn: Rock ’n’ Roll High School (Chef/Kapitän/Herr Krug) – Regie: Kerstin Polenske (Komödie Dresden)

## Hörspiele
- 1983: Benno Pludra: Am nächsten Sonntag, am nächsten … (Kanute) – Regie: Maritta Hübner (Kinderhörspiel – Rundfunk der DDR)
- 1983: Ulrich Burkhardt: Besuch im Garten (Cicero) – Regie: Manfred Täubert (Kinderhörspiel – Rundfunk der DDR)
- 1983: Volkstext: Die drei schwarzen Schwäne – Regie: Maritta Hübner (Kinderhörspiel/Kurzhörspiel – Rundfunk der DDR)
- 1983: Mehrere: Ich spreche nur von dem, was existiert (2. Soldat) – Regie: Fritz Göhler (Collage – Rundfunk der DDR)
- 1984: Hans Siebe: Die Kordel (Ralf) – Regie: Achim Scholz (Kriminalhörspiel – Rundfunk der DDR)
- 1986: Ulrich Waldner: Eine Wohnung unterderhand (Andre Hürtgen) – Regie: Detlef Kurzweg (Kurzhörspiel aus der Reihe Waldstraße Nummer 7 – Rundfunk der DDR)
- 1990: Volkstext: Von einem Alten, der Sonne, dem Mond und dem Wind (Mond) – Regie: Manfred Täubert (Kinderhörspiel/Kurzhörspiel – Rundfunk der DDR)